# Gyulai Iván
Gyulai Iván (Miskolc, 1952. szeptember 15.– ) ökológus, biológiai-kémia szakos tanár, az Ökológiai Intézet a Fenntartható Fejlődésért Alapítvány elnöke, az Intézet igazgatója. Címzetes egyetemi docens a Szent István Egyetemen, ahol a Fenntartható fejlődés elmélete és gyakorlata elnevezésű tantárgyat tanítja. Tagja a Nemzeti Fenntartható Fejlődési Tanácsnak; számos, a fenntartható fejlődés szemléletét terjesztő filmje található az interneten, a legismertebb a "Zsigerbeszéd". Neve összefonódott a "Gömörszőlősi fenntartható falu" programmal.

## Munkássága
Pályáját természettudományos muzeológusként kezdte, majd számos környezetvédő társadalmi szervezet megalakítását kezdeményezte. A környezetvédelem és a fenntarthatóság területén kidolgozott alternatív javaslatairól, gondolatairól ismert. A gömörszőlősi fenntartható falu-program a gyakorlatba is igyekszik átültetni az általa kidolgozott alternatívákat.
Az Ökológiai Intézet A Fenntartható Fejlődésért Alapítvány igazgatója, a Közép-Kelet-Európai Biodiverzitás Munkacsoport, valamint a Magyar Természetvédők Szövetségének társelnöke. A környezetvédő mozgalom választott képviselője az Országos Környezetvédelmi Tanácsban, valamint a Géntechnológiai Eljárásokat Engedélyező Bizottságban.
A rendszerelméletet alkalmazza a társadalmi, környezeti, gazdasági problémák egy rendszerben láttatásához, megközelítéséhez, kezeléséhez. Határozott kritikával illeti a jelenlegi pénzrendszerre épülő gazdasági-társadalmi modellt.
Munkásságáért 2005. március 15-én a Magyar Köztársasági Érdemrend lovagkeresztje kitüntetésben részesült.
A Nemzeti Fenntartható Fejlődési Tanács tagja.

## Művei
- Fenntartható Fejlődés c. tanulmány és előadások Archiválva 2013. december 14-i dátummal a Wayback Machine-ben
- Gyulai Iván: 12 beszéd a Fenntartható Fejlődésről és további oktatófilmek
- Környezetpolitikai döntések elősegítése : döntéstámogató háttéranyag az éghajlatvédelmi törvény megalkotásához; Ökológiai Intézet a Fenntartható Fejlődésért Alapítvány, Miskolc, 2009
- Kérdések és válaszok a fenntartható fejlődésről, 2008 letölthető:
- A biomassza-dilemma. Budapest, Magyar Természetvédők Szövetsége, 2006. ISBN 978-963-86870-8-1

http://www.mtvsz.hu/dynamic/biomassza-dilemma2.pdf
- Természeti értékek Borsod megyében. Miskolc, Borsod-Abaúj-Zemplén megyei Idegenforgalmi Hivatal, 1984.
- A környezetvédelem szempontjainak érvényesítése a strukturális alapok felhasználásában: tankönyv a köztisztviselők továbbképzéséhez Budapest : MKI, 2006. Magyar Közigazgatási Intézet
- Rió+10 : a fenntarthatóság fogalma és lényege, a fenntartható fejlődés feladatai a világban és Magyarországon : vitaanyag

- 2001.: MTSZ, [2005].
- Kelemér, Mohos-tavak [Budapest] : Tájak, Korok, Múzeumok, 1985 Veszprém : Pannon
- Védett természeti értékek Borsod-Abaúj-Zemplén megyében [közread. a Borsod-Abaúj-Zemplén megyei Idegenforgalmi Hivatal, Herman Ottó Múzeum Igazgatósága, OKTH Észak-magyarországi Felügyelősége].

Miskolc : BAZ m. Idegenforg. Hiv. : Herman Múz. : OKTH, 1984 Miskolc : Borsodi Ny.
- Környezet és társadalom közös jövője : az ENSZ Környezet és Fejlődés Konferenciáján elfogadott "Feladatok a XXI. századra" című program áttekintése és megvalósításának első eredményei

[Budapest] : FFB, 1994 Miskolc : Borsodi Ny.
- A gazdasági és társadalmi fejlődés ökológiai összefüggései. In: Tanulmányok Szabadfalvi József tiszteletére / szerk. Dobrossy István, Viga Gyula. Miskolc : HOM, 1988 Miskolc : Borsodi Ny.
- Ember, környezet, társadalom. p. 67-74. In: Vonzáskör : NME KISZ-bizottságának művészeti kiadványa / [szerk. Takács György és Molnár Géza]. Miskolc : NME, 1987 Miskolc
- Az aggteleki tájvédelmi körzet, mint bioszféra rezervátum. p. 33-42. In: Soproni környezet- és természetvédelmi nyári egyetem előadásai : 1983 / rend., kiad. a TIT Sopron Városi Szervezete és az Erdészeti és Faipari Egyetem] / Sopron : TIT Sopron vár. Szerv. : EFE, [1984] [Sopron] : EFE
- Zsigerbeszéd – 13 részes dokumentumfilm

## Interjúk
- Feid Judit: Interjú Dr. Gyulai Iván ökológussal (magyar nyelven). mRNS.hu, 2011. július 10. (Hozzáférés: 2019. március 4.)
- Bodoky Tamás: A kamatos kamat okozza a válságot - Interjú Gyulai Ivánnal (magyar nyelven). Jobbik Magyarországért Mozgalom, 2011. szeptember 3. [2013. június 19-i dátummal az eredetiből archiválva]. (Hozzáférés: 2019. március 4.)